# Światowa Federacja Głuchych
Światowa Federacja Głuchych (ang. World Federation of the Deaf) – międzynarodowa organizacja pozarządowa, zrzeszająca krajowe stowarzyszenia, działające na rzecz osób niesłyszących, słabosłyszących i głuchych.

## Historia
Federacja powstała 23 września 1951 r. w Rzymie, w trakcie pierwszego Światowego Kongresu Głuchych, z inicjatywy włoskiego stowarzyszenia Ente Nazionale Sordomuti.

## Członkowie
Do federacji należy 131 organizacji, w tym Polski Związek Głuchych.

## Kongresy
Począwszy od 1951 r., co 4 lata organizowany jest Światowy Kongres Głuchych. W trakcie kongresu ma miejsce zebranie Zgromadzenia Ogólnego federacji, a także program kulturalny dla uczestników.
Piąty kongres (10-17 sierpnia 1967 r.) miał miejsce w Warszawie.

## Prezydenci[4]
| Kadencja  | Imię i nazwisko   |
| --------- | ----------------- |
| 1951-1955 | Vittorio Ieralla  |
| 1955-1983 | Dragoljub Vukotić |
| 1983-1995 | Yerker Andersson  |
| 1995-2003 | Liisa Kauppinen   |
| 2003-2011 | Markku Jokinen    |
| 2011-2019 | Colin Allen       |
| Od 2019   | Joseph Murray     |